# 乌姆里普拉加内巴拉普尔
乌姆里普拉加内巴拉普尔（Umri Pragane Balapur），是印度马哈拉施特拉邦阿科拉縣的一个城镇。总人口16262（2001年）。

## 人口
该地2001年总人口16262人，其中男性8452人，女性7810人；0—6岁人口1964人，其中男1063人，女901人；识字率78.64%，其中男性为83.07%，女性为73.85%。